# Veronica Escobar
Veronica Escobar, född 15 september 1969 i El Paso i Texas, är en amerikansk politiker (demokrat). Hon är ledamot av USA:s representanthus sedan 2019.
Beto O'Rourke kandiderade inte till omval i representanthuset i mellanårsvalet i USA 2018 i och med att han kandiderade till USA:s senat. I valet till representanthuset var Escobar etta med 68,5 procent av rösterna och republikanen Rick Seeberger tvåa med 27,0 procent. Ben Mendoza kandiderade som obunden och han fick 4,5 procent av rösterna.